# Marvin Anderson
Marvin Anderson (* 12. Mai 1982 in Trelawny Parish) ist ein jamaikanischer Sprinter.
Den bisher größten Erfolg seiner Karriere feierte er bei den Weltmeisterschaften 2007 in Osaka. Dort gewann er gemeinsam mit Usain Bolt, Nesta Carter und Asafa Powell die Silbermedaille in der 4-mal-100-Meter-Staffel. Daneben wurde er in 20,28 s Sechster im 200-Meter-Lauf. Bereits einen Monat zuvor belegte er bei den Panamerikanischen Spielen in Rio de Janeiro den zweiten Platz über 200 Meter.
Bei den Olympischen Spielen 2008 in Peking trat er im 200-Meter-Lauf an. Mit einer Zeit von 20,85 s qualifizierte er sich für die Viertelfinalrunde, schied dort jedoch verletzt aus.
Bei den jamaikanischen Meisterschaften wurde Anderson im Juni 2009 positiv auf ein Stimulanzmittel getestet. Er legte ein Geständnis ab und wurde wegen Dopings für drei Monate gesperrt.
Marvin Anderson hat bei einer Körpergröße von 1,75 m ein Wettkampfgewicht von 69 kg.

## Bestleistungen
- 100 m: 10,11 s, 28. Juni 2008, Kingston
- 200 m: 20,06 s, 29. August 2007, Osaka